# Dieter Mirnegg
Hans-Dieter Mirnegg (Klagenfurt, 24 maggio 1954) è un ex calciatore, dirigente sportivo e allenatore di calcio austriaco.

## Carriera

### Giocatore

#### Club
Nativo di una città dove il calcio non è tra gli sport più praticati, per via del rigido clima che in inverno vede la neve sovrana, Mirnegg inizialmente, come tanti suoi coetanei, si cimentò sugli sci potendo contare sugli insegnamenti del celebre discesista Franz Klammer, con il quale si allenava costantemente.

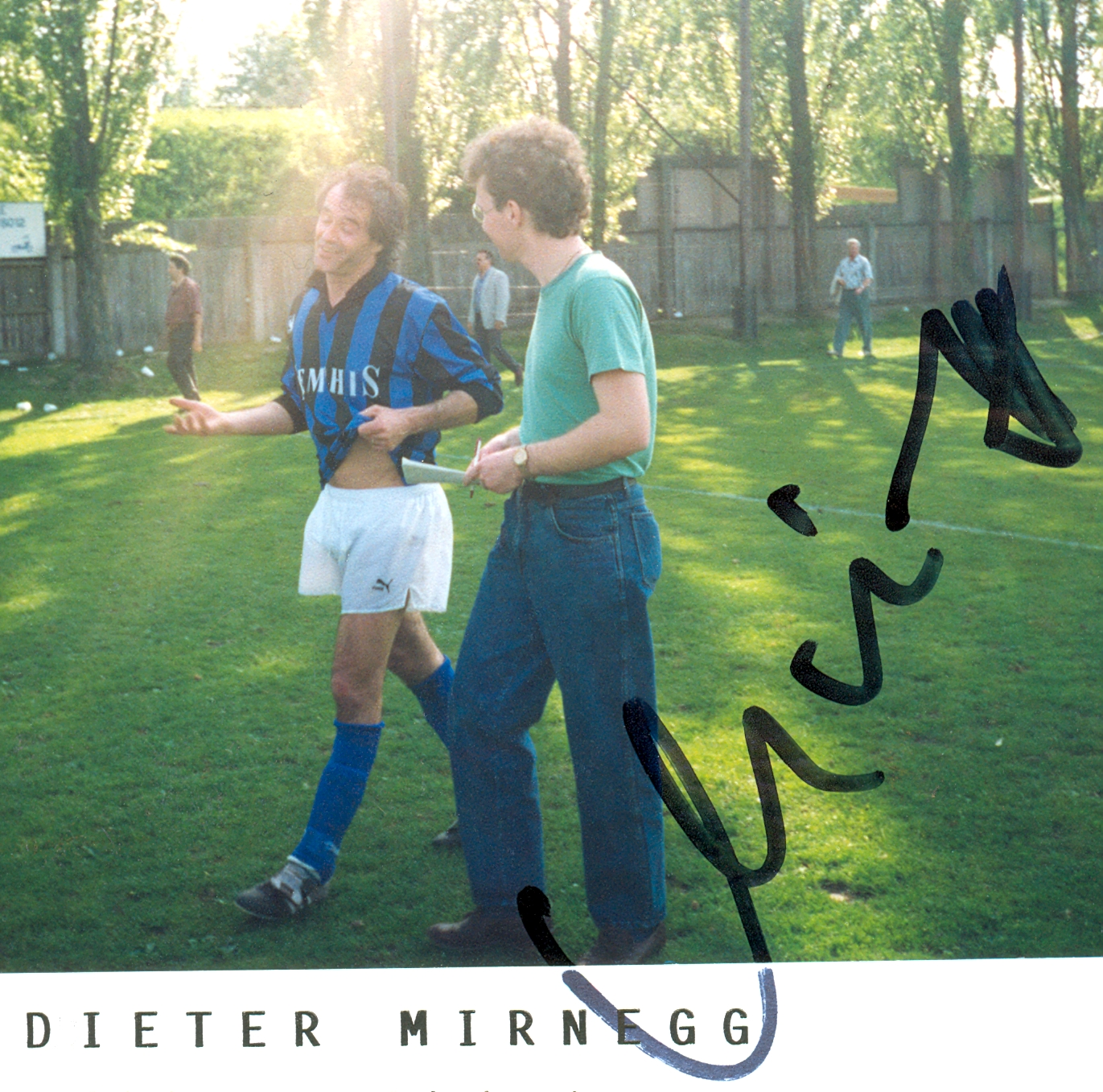
Mirnegg nei primi anni novanta con la maglia dell'Austria Tabak Linz

Ma praticare lo sci costava, e per evitare di gravare troppo sul bilancio familiare, il giovane Mirnegg si appassionò al calcio. A 17 anni entrò nelle giovanili dell'ASK Klagenfurt, ed esordì nella Nazionale Juniores. Nel 1974 venne acquistato dal VÖEST Linz, campione d'Austria in carica. Dalla Nazionale Juniores ben presto avvenne il passaggio alla rappresentativa maggiore nella quale disputò le gare di qualificazione per i Mondiali del 1978 e 1982.
Nel 1979 si trasferì in Germania nel Duisburg. Dopo la partecipazione all'unica edizione del Torneo di Capodanno nelle file dell'Udinese, dove realizzò una doppietta alla Juventus, nella stagione 1981-1982 approdò in Serie A al Como, per sostituire Pietro Vierchowod, ceduto alla Fiorentina.
L'esperienza italiana non fu delle migliori per il terzino austriaco: la squadra lariana retrocesse subito in Serie B, e per Mirnegg furono solo 11 le presenze, senza riuscire a essere quel valore aggiunto che in riva al Lario si sarebbero aspettati. Ciò gli precluse le porte del Mondiale di Spagna del 1982. L'anno successivo in B non venne nemmeno utilizzato. Inevitabile quindi la sua cessione. Tornò a giocare in Austria nelle file di Union Wels, nuovamente VOEST Linz, Wiener SC, Vorwärts Steyr e poi, a livello minore, con Union Vöcklamarkt, Amateure Steyr (nella doppia veste di allenatore e giocatore) e Austria Tabak, dove concluse definitivamente la carriera agonistica e, tra il 1992 e il 1995, divenne allenatore.

#### Nazionale
Ha rappresentato la Nazionale maggiore austriaca in 15 occasioni tra il 1979 e il 1981, uscendo dal giro della Nazionale durante l'esperienza negativa di Como.

### Allenatore
Come allenatore, Mirnegg ha diretto per lo più club non professionisti. Il primo incarico di prestigio arrivò, nel 2001, con la chiamata del LASK Linz, che però lo esonerò a fine stagione. Rimasto a Linz per allenare il Blau-Weiß, nel 2005 è stato assunto come vice di Kurt Jara al Salisburgo, conquistando il 2º posto in campionato.
Dal 2010 è direttore sportivo dell'Union Edelweiß, formazione amatoriale di Linz.

## Statistiche

### Cronologia presenze e reti in nazionale
| Cronologia completa delle presenze e delle reti in nazionale ― Austria | Cronologia completa delle presenze e delle reti in nazionale ― Austria | Cronologia completa delle presenze e delle reti in nazionale ― Austria | Cronologia completa delle presenze e delle reti in nazionale ― Austria | Cronologia completa delle presenze e delle reti in nazionale ― Austria | Cronologia completa delle presenze e delle reti in nazionale ― Austria | Cronologia completa delle presenze e delle reti in nazionale ― Austria | Cronologia completa delle presenze e delle reti in nazionale ― Austria |
| Data                                                                   | Città                                                                  | In casa                                                                | Risultato                                                              | Ospiti                                                                 | Competizione                                                           | Reti                                                                   | Note                                                                   |
| ---------------------------------------------------------------------- | ---------------------------------------------------------------------- | ---------------------------------------------------------------------- | ---------------------------------------------------------------------- | ---------------------------------------------------------------------- | ---------------------------------------------------------------------- | ---------------------------------------------------------------------- | ---------------------------------------------------------------------- |
| 30-1-1979                                                              | Tel Aviv                                                               | Israele                                                                | 0 – 1                                                                  | Austria                                                                | Amichevole                                                             | -                                                                      |                                                                        |
| 28-3-1979                                                              | Anderlecht                                                             | Belgio                                                                 | 1 – 1                                                                  | Austria                                                                | Qual. Euro 1980                                                        | -                                                                      |                                                                        |
| 2-5-1979                                                               | Vienna                                                                 | Austria                                                                | 0 – 0                                                                  | Belgio                                                                 | Qual. Euro 1980                                                        | -                                                                      |                                                                        |
| 17-10-1979                                                             | Glasgow                                                                | Scozia                                                                 | 1 – 1                                                                  | Austria                                                                | Qual. Euro 1980                                                        | -                                                                      |                                                                        |
| 21-11-1979                                                             | Lisbona                                                                | Portogallo                                                             | 1 – 2                                                                  | Austria                                                                | Qual. Euro 1980                                                        | -                                                                      |                                                                        |
| 2-4-1980                                                               | Monaco di Baviera                                                      | Germania Ovest                                                         | 1 – 0                                                                  | Austria                                                                | Amichevole                                                             | -                                                                      | 74’                                                                    |
| 8-10-1980                                                              | Vienna                                                                 | Austria                                                                | 3 – 1                                                                  | Ungheria                                                               | Amichevole                                                             | -                                                                      |                                                                        |
| 15-11-1980                                                             | Vienna                                                                 | Austria                                                                | 5 – 0                                                                  | Albania                                                                | Qual. Mondiali 1982                                                    | -                                                                      |                                                                        |
| 6-12-1980                                                              | Tirana                                                                 | Albania                                                                | 0 – 1                                                                  | Austria                                                                | Qual. Mondiali 1982                                                    | -                                                                      |                                                                        |
| 29-4-1981                                                              | Amburgo                                                                | Germania Ovest                                                         | 2 – 0                                                                  | Austria                                                                | Qual. Mondiali 1982                                                    | -                                                                      |                                                                        |
| 28-5-1981                                                              | Vienna                                                                 | Austria                                                                | 2 – 0                                                                  | Bulgaria                                                               | Qual. Mondiali 1982                                                    | -                                                                      |                                                                        |
| 17-6-1981                                                              | Linz                                                                   | Austria                                                                | 5 – 1                                                                  | Finlandia                                                              | Qual. Mondiali 1982                                                    | -                                                                      |                                                                        |
| 23-9-1981                                                              | Vienna                                                                 | Austria                                                                | 0 – 0                                                                  | Spagna                                                                 | Amichevole                                                             | -                                                                      |                                                                        |
| 14-10-1981                                                             | Vienna                                                                 | Austria                                                                | 1 – 3                                                                  | Germania Ovest                                                         | Qual. Mondiali 1982                                                    | -                                                                      |                                                                        |
| 11-11-1981                                                             | Sofia                                                                  | Bulgaria                                                               | 0 – 0                                                                  | Austria                                                                | Qual. Mondiali 1982                                                    | -                                                                      | 26’ 56’                                                                |
| Totale                                                                 |                                                                        | Presenze                                                               | 15                                                                     |                                                                        | Reti                                                                   | 0                                                                      |                                                                        |

## Palmarès

### Giocatore

#### Competizioni internazionali
- Coppa Piano Karl Rappan: 1

VÖEST Linz: 1975